# Карл Фрідріх Вільгельм Єссен
Карл Фрідріх Вільгельм Єссен (нім. Karl Friedrich Wilhelm Jessen; 1821—1889) — німецький ботанік та історик науки.

## Біографія
Карл Єссен у 1843 році вступив до Кільського університету, в 1848 році здобув ступінь доктора філософії.
У 1850 році Єссен став приват-доцентом у Берліні. Після цього, у 1852 році, він дістав посаду професора у Грайфсвальдському університеті.
З 1854 року Карл Єссен був членом Леопольдини. У 1871 році Єссен взяв участь в експедиції Міністерства сільського господарства по Балтійському морю.
У 1877 році Єссен переїхав у Берлін як професор ботаніки.
Карл Єссен помер 27 травня 1889 року.
Основний гербарій Йессена зберігається в Ботанічному саду Берліна (B).

## Окремі наукові праці
- Jessen, K.F.W. (1863). Deutschlands Gräser und Getreidearten. 299 p.
- Jessen, K.F.W. (1864). Botanik der Gegenwart und Vorzeit. 495 p.
- Jessen, K.F.W. (1879). Deutche Exkursions-Flora. 711 p.

## Роди рослин, названі на честь К. Ф.В.Єссена
- Jessenia H.Karst., 1857 [= Oenocarpus Mart., 1823][3]